# 星光少女 美夢成真 角色列表
星光少女 Dear My Future 角色列表是《星光少女 Dear My Future》的登場角色介紹。

## Prizmmy☆
在Pretty Top舞蹈學校的研究生所組成的4人隊伍，由作為研究生「Prism Mates」的玲奈、果鈴、彩海，再加上後來加入的美愛所組成的新組合。組合名稱的由來是「Prism With Me」的縮寫，由阿世知今日子所改，意思是與星光同在。動畫內的人物性格是參照真實Prizmmy☆所創作的。
上葉美愛（Ageha Mia，配音員：大久保瑠美（日本）；謝佼娟（台灣）；詹健兒（香港））
代表顏色：  红色
故事主角之一。14岁，中學二年級生。初次登場為前作的第50集。跟個性相似的慧仁是青梅竹馬。和慧仁一樣有著好勝、不服輸的進取性格，但有時說話過於直接。相信着只要有勇氣、自信、愛和运气（簡稱：氣膽愛运，其讀音與日語的「喜怒哀樂」（きどあいらく）相同）這四項能力，那麼做甚麼事都可以成功。經常粗心大意、衝動和做事不顧後果，所以每次都弄巧成拙。不過心情能轉變得很快，遇到何種困難都能夠克服。
希望有朝一日能与艾菈一決高下，超越艾菈。表面上看似對艾菈不服氣，但實際上心裡卻非常羨慕和崇拜她。對优斯有好奇的好感，常叫优斯叫做「翔的对手男」。喜歡蒙面俠身份的绫镜王牌先生（Prism Ace），也就是純。喜欢莎莉音的相声。非常不可思議，每次跳出星光跳躍的時候，都會出現闪耀之瞳。
小時候看過艾菈、小旋、美音和小要表演，喜歡艾菈的表演。
口頭禪是「美愛，第一名！」和「最强模式，第一名」。
与慧仁、沼珉、小齊及容和比较友好。
第1集MARs表演完的時候，宣佈向艾菈提出挑战，眾人感到很驚訝。在表演星光跳跃卻扭到脚摔倒。首次无意识使用闪耀之瞳（明星之瞳）。
第2集因非常羨慕艾菈，无意中跳出星光跳跃「星光闪耀 明日之星」。
第3集与玲奈和果铃还有彩海組成四人团体「Prizmmy☆」，作為團體主力，一同出道。
第7集与玲奈和果铃还有彩海進行决战，选出隊長。艾菈和慧仁幫助她选择服裝搭配，在決戰成為最多總Fans Call的隊員。
第10集因艾菈吃掉她的蜜瓜包而再次向艾菈挑戰，如果Prizmmy☆得到最後勝利，就將會離開Pretty Top，但最後失敗。
第12集在Stand up Girl盃首次跳出星光舞台劇，得到勝利，獲得「第一交响曲之靴」。
第21集在星光夏日祭「名古屋战」，首次成功跳出二階星光跳跃。因過份自信，所以掉下來，卻得到隊友幫忙，得到最後勝利，获得「展翅交响曲舞衣」。
第24集与玲奈和果铃还有彩海一起跟PURETTY到星光時尚秀的寶石世界，打敗當中的国王，获得「勇气交响曲舞裙」。
第31集與PURETTY的成員重新組合3人團體，與彩暻和沼珉組成「COSMOs」，作為團體主力。與艾菈進行決鬥，得到勝利。
第39集結束3人組合，再次組成Prizmmy☆。想向MARs挑战，可惜被LOVE-MIX阻止。
第41集成功跳出與MARs一樣的星光舞台劇「通往交響曲之路」，卻以微差挑战失败，必须退出Pretty Top，並轉到交响曲财团。
第42集因PURETTY挑戰MARs成功，回到Pretty Top。
第43集主动挑战终极的星光舞台劇「感恩交响曲」，拯救崩溃边缘的星光世界。
第44集与玲奈和果铃还有彩海一起跟MARs參加交响曲終章。因自身燃燒的鬥志與朋友努力，成功觉醒熱情交响曲礼服，完成自己的星光舞台劇「熱情交響曲」。
第46集與慧仁進行交響曲終章決戰，争取「感恩交響曲」的主力舞者。但因對手是慧仁而心感矛盾。
第48集與玲奈、果鈴和彩海一起跟PURETTY、MARs、SERENON with K一同開演「無上禮讚交響曲」。
第49集因為朋友為自己犧牲而感到無比沮喪。
第50集完成「感恩交響曲」，得到永恆交響曲后冠，成為交響曲天后。
第51集與PURETTY分別。
於姊妹作星光樂園中為SAINTS的其中一位成員。
在星光頻道的第118話再次登場。
星光跳跃
- 星光閃耀 明日之星（Kirameki Future Star）『きらめきフューチャースタア』

使用於本剧第二、三、七、八、九、十、十二、十三、十九、二十、五十集。
- 星光流星雨（Star Dust Shower）『スターダストシャワー』

使用於本剧第十九、二十四集。
- 星光閃耀 明日之星 大革命（Kirameki Future Star Revolution）『きらめきフューチャースタアレボリューション』

使用於本剧第二十一、二十四、二十五、二十六、四十四集。
- 星光閃耀 明日之星 双重革命（Kirameki Future Star Revolution Two）『きらめきフューチャースタアレボリューションに』

首見於本劇第三十一集。
- 星光閃耀 明日之星 三階革命（Kirameki Future Star Revolution Three）『きらめきフューチャースタアレボリューションさん』

首見於本劇第三十四集。
- 星光閃耀 明日之星 四階革命（Kirameki Future Star Revolution Four）『きらめきフューチャースタアレボリューションし』

首見於本劇第三十七集。
- 星光閃耀 明日之星 五階革命（Kirameki Future Star Revolution Five）『きらめきフューチャースタアレボリューションしご』

使用於本劇第四十一、四十三、四十四集。
星光舞台劇
- 奇跡偶像覺醒（Miracle Idol Wake Up）『ミラクルアイドルウイクアップ』

使用於本劇第十二、十三、十四、十五、十九、二十、二十一、二十二、二十六、四十九集。
- 夢想之花大革命（Dream Flower Revolution）『ドリームフラワーレボリューション』

使用於本劇第三十一、三十四集。
- 獻给你心跳回憶之心（Tokimeki Memory Heart For You）『ときめきメモリハートフォーユー』

首見於本劇第三十五集。
- 新型便當 大奉送（New Bento Giveaway）

首見於本劇第三十七集。
- 通往交響曲之路（Road to Symphonia）『ロードトゥシンフォニア』

首見於本劇第四十一、四十八集。
- 高空交响曲（Sky High Symphonia）『スカイハイシンフォニア』

首見於本劇第四十三、四十九集。
- 熱情交响曲（Jonetsu no Symphonia）『じょうねつシンフォニア』

使用於於本劇第四十四、四十五、四十六集。
- 感恩交响曲（Grateful Symphonia）『グレイトフルシンフォニア』

首見於於本劇第四十八集。
- 美夢成真『ディアマイフューチャー』

首見於於本劇第五十集。
获得的服裝
- 第一交響曲之靴（はじまりのシンフォニアブーツ）

使用於本劇第十二、四十一、四十三、四十四、四十五、四十六、四十八、四十九集。
- 騰飛交響曲舞衣（はばたきのシンフォニアトップス）

使用於本劇第二十一、四十一、四十三、四十四集。
- 勇氣交響曲舞裙（ゆうきのシンフォニアスカート）

使用於本劇第二十四、四十一、四十三、四十四集。
- 熱情交響曲禮服（じょうねつのシンフォニアドレス）

使用於本劇第四十一、四十四、四十五、四十六、四十八、四十九集。
- 永恆交響曲后冠（えいえんなるシンフォニアティアラ）

使用於本劇第五十集。
深山玲奈（Miyama Reina，配音員：高森奈津美（日本）；巫玉羚（台灣）；成瑤孆（香港））
代表顏色：  灰色
故事主角之一。14岁，中學二年級生，也是「Prizmmy☆」的隊長。初次登場為前作的第50集的第1季。非常擅长和喜欢唱歌。善解人意、細心、温柔和聰明很會思考。不過經常太細心所以考慮太多，有時也有溫柔的一面。外表看起來很冷酷成熟，其实有颗热情的心。喜欢艾菈的弟弟齊，称他为「玫瑰王子殿下」。崇拜MARs里的美音。
拥有熱情的性格，夢想是站在舞台上唱歌和表演，不過因為对某一些东西很坚持所以很容易生气。
常常跟美愛吵架，也常被美愛冲动的個性惹火，但過了一段時間，慧仁把关系变好，所以成为朋友。
小時候看過艾菈、小旋、美音和莎莉娜、花音、小要表演。
口头禅是「心灵觉醒（Heart Wake Up）」。
与在恩、彩海、齊及容和比较友好。
第1集開始對美愛向艾菈提出挑战的关系，感到很反感。不愿意和美愛组成团体，但经过相处后认识到美愛的真誠才慢慢消除了对美愛的反感，並且同意美愛的加入。
第3集與美愛和果鈴還有彩海組成四人团体「Prizmmy☆」，一同出道。初次跳出星光跳跃。
第5集當日成為Prizmmy☆主力。與在恩一樣對上小齊一見鍾情，但因為與在恩是朋友，不知如何是好。
第7集與美愛和果鈴還有彩海進行决战，选出隊長。在決戰成為最多酷炫Fans Call的隊員。
第12集在Stand up Girl盃首次跳出星光舞台劇，得到勝利，獲得「第一交响曲之靴」。
第21集在星光夏日祭「名古屋战」，因幫助美愛發揮團隊精神，得到最後勝利，获得「展翅交响曲舞衣」。
第22集當日成為Prizmmy☆主力。误会艾菈和小齊是恋人而傷心，但之後才知道他們是亲姐弟。
第27集與PURETTY的成員重新組合3人團體，與在恩和彩海組成「Sprouts」，作為團體主力。
第39集結束3人組合，再次組成Prizmmy☆。想向MARs挑战，可惜被LOVE-MIX阻止。
第41集成功跳出與MARs一樣的星光舞台劇「通往交響曲之路」，卻以微差挑战失败，必须退出Pretty Top，並轉到交响曲财团。
第42集因PURETTY挑戰MARs成功，回到Pretty Top。
第43集主动挑战终极的星光舞台剧「感恩交响曲」，拯救崩潰边缘的星光時尚秀。
第48集与美愛和果鈴還有彩海一起跟PURETTY、MARs、SERENON with K一同開演「感恩交响曲」。
第49集為了美愛及慧仁成功跳出「高空交响曲」，不惜牺牲自己帮助美愛及慧仁前進。
第50集完成「無上禮讚交響曲」。
第51集與PURETTY分別。
星光跳躍
- 水晶螢光點點（Crystal Splash）『クリスタルスプラッシュ』

使用於本劇第三、七集。
- 心花怒放（Heartful Splash）『ハートフルスプラッシュ』

首見於本劇第五集。
- 心跳體驗（Mune-kyun Taiken）『むねキュンたいけん』

使用於本劇第五、八、九、十、十二、十三、二十二、二十四集。
- 漫天飛舞的戀愛花瓣（Hira hira hiraku Koi no Hana）『ヒラヒラヒラクこいのはな』

使用於本劇第十九、二十二集。
- 俏麗芳香水花（Lovely Perfume Splash）『ラブリーパフュームラッシュ』

使用於本劇第二十、二十一、二十五集。
- 心跳加速 直達你的心 戀爱大爆炸（Anata no! Hato ni! Renai Explosion）『あなたの！ハートに！恋愛エクスプロージョン』

使用於本劇第二十二、二十六、二十七集。
- 蜂蜜之吻（Hachimitsu Kiss）『はちみつキッス』

首見於本劇第三十三集。
- Chu Chu蜂蜜之吻（Hachimitsu Kiss Chu Chu）『はちみつキッスチュウチュウ』

首見於本劇第三十六集。
- 献给我的亲爱 蜂蜜之吻（Hachimitsu Kiss Dear My Darling）『はちみつキッスいとしいマイダーリン』

首見於本剧第四十一集。
- 心跳回憶之心（Tokimeki Memorial Heart）『ときめきメモリアルハート』

首見於本劇第四十四集。
星光舞台剧
- 奇蹟偶像觉醒（Miracle Idol Wake Up）『ミラクルアイドルウイクアップ』

使用於本剧第十二、十三、十四、十五、十九、二十、二十一、二十二、二十六、四十九集。
- 我們可否共舞？（Shall We Dance）『シャルウィダンス』

首見於本剧第二十七集。
- 我们爱的建议（Shall We Love Propose）『シャルウィラブプロポーザル』

首見於本剧第三十三集。
- 完美之路（One-way road）『ワンウェイロード』

首見於本剧第三十六集。
- 通往交響曲之路（Road to Symphonia）『ロードトゥシンフォニア』

首見於本剧第四十一集。
- 高空交响曲（Sky High Symphonia）『スカイハイシンフォニア』

首見於本剧第四十三集。
- 感恩交响曲（Grateful Symphonia）『グレイトフルシンフォニア』

首見於於本剧第四十八集。
- 美夢成真『ディアマイフューチャー』

首見於於本剧第五十集。
获得的服裝
- 第一交响曲之靴（はじまりのシンフォニアブーツ）

使用於本劇第十二、四十一、四十三、四十四、四十八、四十九集。
- 騰飛交响曲舞衣（はばたきのシンフォニアトップス）

首見於本劇第二十一集。
- 智慧交响曲舞衣（ちせいのシンフォニアトップス）

使用於本劇第四十一、四十三、四十四、四十八、四十九集。
- 勇氣交响曲舞裙（ゆうきのシンフォニアスカート）

使用於本劇第四十一、四十三、四十四、四十八、四十九集。
志志美果鈴（Shijimi Karin，配音員：津田美波（日本）；鄭可欣（台灣）；陳皓宜（香港））
代表顏色：  黄色
故事主角之一。13岁，中學一年級生。初次登場為前作的第50集的第1季。好動且很擅長跳舞，有時也會露出成熟的一面。個性不容易生氣，凡事都朝著好的方面想，身手也很敏捷。樂觀的個性可以讓他人也跟著開朗起來，亦會幫人重拾自信心。和看起來跟大方的性格相反，有時在大舞台上會很緊張。是大家的紛爭調解者，常常團結和統一大家的友誼。非常崇拜MARs裏的小旋。
擁有開朗的性格，夢想是站在大舞台上跳舞。有八胞胎的弟弟，所以性格也像姊姊一樣。
小時候看過艾菈、小旋、美音和莎莉娜、花音、小要表演。
口頭禪是「超級銀河系」和「船到橋頭自然直」。
與個性相似的時倫比較友好。
第3集與美愛和玲奈還有彩海組成四人團體「Prizmmy☆」，一同出道。初次跳出雙人星光跳躍。
第4集當日成為Prizmmy☆主力。因自己是團體中最年長的成員，因為壓力而無法跳出星光跳躍，後來得到時倫的開解。
第7集與美愛和玲奈還有彩海進行决战，选出隊長。在決戰成為最多快樂Fans Call的隊員。
第12集在Stand up Girl盃首次跳出星光舞台劇，得到勝利，獲得「第一交响曲之靴」。
第21集在星光夏日祭「名古屋战」，因幫助美愛發揮團隊精神，得到最後勝利，获得「展翅交响曲舞衣」。
第28集與PURETTY的成員重新組合3人團體，與慧仁和時倫組成「P&P」。
第39集結束3人組合，再次組成Prizmmy☆。想向MARs挑战，可惜被LOVE-MIX阻止。
第41集成功跳出與MARs一樣的星光舞台劇「通往交響曲之路」，卻以微差挑战失败，必须退出Pretty Top，並轉到交响曲财团。
第44集因PURETTY挑戰MARs成功，回到Pretty Top。
第43集主动挑战终极的星光舞台剧「感恩交响曲」，拯救崩潰边缘的星光時尚秀。
第48集与美愛和玲奈還有彩海一起跟PURETTY、MARs、SERENON with K一同開演「感恩交响曲」。
第49集為了美愛及慧仁成功跳出「高空交响曲」，不惜牺牲自己帮助美愛及慧仁前進。
第50集完成「無上禮讚交響曲」。
第51集與PURETTY分別。
星光跳躍
- 心花怒放（Heatful Splash）『ハートフルスプラッシュ』

首見於本劇第四集。
- 水晶螢光點點（Crystal Splash）『クリスタルスプラッシュ』

首見於本劇第四集。
- 歡樂心動潛行（Fun Fun Heart Dive） 『ファンファンハートダイブ』

使用於本劇第四、七、八、九、十、十二、十三集。
- 絢爛銀河流星雨（Galactica Galaxy Shower） 『ギャラクティカギャラクシーシャワー』

使用於本劇第二十六、三十二、三十七集。
- 絢爛銀河潛行（Galactica Galaxy Dive） 『ギャラクティカギャラクシーダイビング』

首見於本劇第四十四集。
星光舞台劇
- 奇蹟偶像覺醒（Miracle Idol Wake Up）『ミラクルアイドルウイクアップ』

使用於本劇第十二、十三、十四、十五、十九、二十、二十一、二十二、二十六、四十九集。
- 最喜歡你 愛的親吻 謝謝你（Taisuki Chu Chu Love Thank you）『大好きチュウチュウラブありがとう』

首見於本劇第二十八集。
- 午夜之愛 永遠的愛（Midnight love Forever love）

首見於本劇第三十七集。
- 通往交響曲之路（Road to Symphonia）『ロードトゥシンフォニア』

首見於本劇第四十一集。
- 高空交響曲（Sky High Symphonia）『スカイハイシンフォニア』

首見於本劇第四十三集。
- 感恩交響曲（Grateful Symphonia）『グレイトフルシンフォニア』

首見於於本劇第四十八集。
- 美夢成真『ディアマイフューチャー』

首見於於本劇第五十集。
獲得的服裝
- 第一交響曲之靴（はじまりのシンフォニアブーツ）

使用於本劇第十二、四十一、四十三、四十四、四十八、四十九集。
- 騰飛交響曲舞衣（はばたきのシンフォニアトップス）

首見於本劇第二十一集。
- 友誼交響曲舞衣（ゆうじょうのシンフォニアトップス）

使用於本劇第四十一、四十三、四十四、四十八、四十九集。
- 勇氣交響曲舞裙（ゆうきのシンフォニアスカート）

使用於本劇第四十一、四十三、四十四、四十八、四十九集。
大瑠璃彩海（Ooruri Ayami，配音員：佐倉綾音（日本）；傅其慧（台灣）；何寶珊、何璐怡（代配）（香港））
代表顏色：  粉红色
故事主角之一。13岁，中學一年級生。初次登場為前作的第50集。心地很溫柔和善良，很有禮貌，擅長時尚打扮方面及繪畫，性格很軟弱被動。是Prizmmy☆中年紀最小的成員。因為記性比较差，所以喜歡透過寫筆記來記下東西，被彩暻誇獎和羡慕。有着不容易緊張的個性。崇拜MARs。
擁有开朗的性格，夢想成為打扮方面和插畫都精通的明星。對時尚很有興趣、喜歡打扮，憧憬著自己成為雜誌上的模特兒讀者。
比較容易被騙。害怕一些怪物，不管對誰說話都使用敬語。
小時候看過艾菈、小旋、美音和莎莉娜、花音、小要表演。
口頭禪是「這個要好好memo memo（筆記）一下」。
與彩暻、玲奈、果鈴，美愛与在恩和小要比较友好。
第3集與美愛和玲奈还有果铃組成四人团体「Prizmmy☆」，一同出道。初次跳出雙人星光跳躍。
第6集为當日Prizmmy☆主力。為Prizmmy☆設計一套新表演服，受到彩暻的開解後，以黑貓為表演服主題。
第7集與美愛和玲奈还有果铃進行决战，选出隊長。在決戰成為最多可愛Fans Call的隊員。
第12集在Stand up Girl盃首次跳出星光舞台劇，得到勝利，獲得「第一交响曲之靴」。
第21集在星光夏日祭「名古屋战」，因幫助美愛發揮團隊精神，得到最後勝利，获得「展翅交响曲舞衣」。
第27集與PURETTY的成員重新組合3人團體，與玲奈和在恩組成「Sprouts」。
第36集为當日Sprouts主力。因為害怕失敗而感到不安，但很過SERENON with K的表演後，明白最重要是投入表演。
第39集結束3人組合，再次組成Prizmmy☆。想向MARs挑战，可惜被LOVE-MIX阻止。
第41集成功跳出與MARs一樣的星光舞台劇「通往交響曲之路」，卻以微差挑战失败，必须退出Pretty Top，並轉到交响曲财团。
第42集因PURETTY挑戰MARs成功，回到Pretty Top。
第43集主动挑战终极的绫镜舞台剧「感恩交响曲」，拯救崩潰边缘的星光時尚秀。
第44集与美愛和玲奈还有果铃一起跟MARs參加交響曲終章。
第48集与美愛和玲奈还有果铃一起跟PURETTY、MARs、SERENON with K一同演出「感恩交响曲」。
第49集為了美愛及慧仁成功跳出「高空交响曲」，不惜牺牲自己帮助美愛及慧仁前進。
第50集完成「無上禮讚交響曲」。
第51集與PURETTY分別。
星光跳躍
- 美麗彩虹（Lovely Rainbow）『ラブリーレインボー』

使用於本劇第六、八、九、十、十二、二十六集。
- 魔法妖精女孩（Miss Fairy Girl）『ミス・フェアリーガール』

使用於本劇第六、七、十三集。
- 閃耀愛情邱比特（Shining Love Cupid）『シャイニングラブキューピッド』

使用於本劇第二十七、三十三、三十六集。
- 世界愛情邱比特（World Love Cupid）『ワールドグラブキューピッド』

首見於本劇第四十四集。
星光舞台劇
- 奇蹟偶像覺醒（Miracle Idol Wake Up）『ミラクルアイドルウイクアップ』

使用於本劇第十二、十三、十四、十五、十九、二十、二十一、二十二、二十六、四十九集。
- 我們可否共舞？（Shall We Dance）『シャルウィダンス』

首見於本劇第二十七集。
- 可願真愛求婚（Shall We Love Propose）『シャルウィラブプロポーザル』

首見於本劇第三十三集。
- 完美之路（One-way road）『ワンウェイロード』

首見於本劇第三十六集。
- 通往交響曲之路（Road to Symphonia）『ロードトゥシンフォニア』

首見於本劇第四十一集。
- 高空交響曲（Sky High Symphonia）『スカイハイシンフォニア』

首見於本劇第四十三集。
- 感恩交响曲（Grateful Symphonia）『グレイトフルシンフォニア』

首見於於本劇第四十八集。
- 美夢成真『ディアマイフューチャー』

首見於於本劇第五十集。
獲得的服裝
- 第一交響曲之靴（はじまりのシンフォニアブーツ）

使用於本劇第十二、四十一、四十三、四十四、四十八、四十九集。
- 騰飛交響曲舞衣（はばたきのシンフォニアトップス）

首見於本劇第二十一集。
- 温柔交響曲舞衣（やさしさのシンフォニアトップス）

使用於本劇第四十一、四十三、四十四、四十八、四十九集。
- 勇氣交響曲舞裙（ゆうきのシンフォニアスカート）

使用於本劇第四十一、四十三、四十四、四十八、四十九集。
双人跳跃
- 心花怒放（Heartful Splash Duo）『ハートフルスプラッシュ』

果鈴+彩海
首見於本劇第三集。
- 心心相印 夢幻愛心拱門（Heart Arc Fantasy）『ハートアーチファンタジー』

果鈴+彩海
使用於本劇第十九、二十、二十一、二十四集。
- 心心相印 夢幻寶石拱門（Prism Stone Fantasy）『プリズムストーンファンタジー』

果鈴+彩海
首見於本劇第四十一集。
三人跳跃
- Do-Re-Mi-Fa溜滑梯（Do-Re-Mi-Fa Slider）『ドレミファスライダー』

玲奈+果鈴+彩海
首見於本劇第四十三集。

## PURETTY
韓国的藝能事務所——Dear Princess（ディアプリンセス）為了在日本出道，由Pretty TOP舞蹈學校的五名韓國留學生所組成的組合。在第13集正式出道，期間公佈了組合的名稱。名字是由「Pure」與「Pretty」所組合而成的新字。與Prizmmy☆一樣，在現實中確有此組合，與KARA所屬相同的藝能事務所——DSPMedia認定角色為比較年長。
在機台中的這5位角色，都需要使用Memory Pass通過特定的分數或條件才可以在機台中使用此等遊戲角色。
柳慧仁（Yoo Hye In，配音員：伊藤加奈惠（日本）；傅其慧（台灣）；吳羨婷（香港））
代表顏色：  朱紅色
15歲，中學三年級生，也是「PURETTY」的隊長。初次登場為本季第一集。跟個性相似的美愛是青梅竹馬。和美愛一樣非常不服輸且好勝，但不會像美愛那麼衝動，美愛遇到困難時還會給其鼓勵。擁有勤奮認真的性格，夢想是成為星光天后，怪癖是很喜歡練習。過去一直找不到未來的夢想，嚴格進行自我訓練。曾經在練習中一度跟不上隊友的關係，為了配合隊友而勉強自己去配合，但大家對於她的配合是明白的。對自己沒自信。
原本來自南韓的Dear Princess演藝學院，為了實現夢想才來到日本。擅長打乒乓球和使用閃光手套，卻不擅長畫畫。跟別人對戰時，不會手下留情。想超越Prizmmy☆和MARs，崇拜MARs裏的小旋。
口頭禪是「Fighting」。
與美愛和時倫比較友好。
第3集來到日本留學，與好友美愛相遇。
第7集讓美愛明白隊友的重要性。
第11集因無法出道而感到失望，明白她們隊友欠缺合作性。
第13集與時倫、在恩和彩暻還有沼珉組成五人團體「PURETTY」，作為團體主力，一同出道和一起跟Prizmmy☆表演。
第16集第一次無意識使用閃耀之瞳（星之瞳）在潤壽面前表現出來，但無法進行星光跳躍。
第21集在星光夏日祭「名古屋戰」，當選成為「MVP」，獲得「覺醒交響曲禮服」。首次使用閃耀之瞳（星之瞳）。
第28集與Prizmmy☆的成員重新組合3人團體，與時倫和果鈴組成「P&P」，作為團體主力。
第32集被阿世知欽太郎直接陷害，被交響曲迷惑了，差點進入星光舞台劇的地獄之門。
第39集結束3人組合，再次組成PURETTY。
第40集被美實吩咐與時倫、在恩和彩暻還有沼珉一起回韓國，不能再回Pretty Top。不贊成美實的說法，並決定要表演在Pretty Top所學習到的東西。
第42集成功將星光舞台劇進化，把「通往交響曲之路」進化成「高空交響曲」，挑戰MARs成功。
第43集主動挑戰究極的星光舞台劇「感恩交響曲」，拯救崩潰邊緣的星光時秀。
第45集與時倫、在恩和彩暻還有沼珉一起跟SERENON with K參加交響曲終章。因當時小要厲害的跳躍而感到咀喪，而心感不安。後來在隊友的鼓勵下，成功覺醒星空交響曲禮服，完成自己的星光舞台劇「星空交響曲」。
第46集與美愛進行交響曲終章決戰，爭取「感恩交響曲」的主力舞者。但因對手是美愛而心感矛盾。
第48集與時倫、在恩和彩暻還有沼珉一起跟Prizmmy☆、MARs、SERENON with K一同開演「感恩交響曲」。
第50集完成「感恩交響曲」，得到永恆交響曲后冠，成為交響曲天后。
第51集與Prizmmy☆分別，返回韓國。
星光跳躍
- 金色螺旋（Golden Spiral）『ゴールデンスパイラル』

使用於本劇第十三、十四、十六、十八、十九、二十、二十一集。
- 金色星光幻影（Golden Star Illusion）『ゴールデンスターイリュージョン』

使用於本劇第二十一、二十四、二十六集。
- 白金螺旋（Platinum Spiral）『プラチナスパイラル』

使用於本劇第三十七、四十、四十二、四十三、四十五集。
星光舞台劇
- 煙花狂歡之夜（Night Flower Fever）『ナイトフラワーフィーバー』

使用於本劇第十三、十四、十五、十六、十七、十八、十九、二十、二十一、二十三、二十四、二十五、二十六、四十九集。
- 最喜歡你 愛的親吻 謝謝你（Taisuki Chu Chu Love Thank you）『大好きチュウチュウラブありがとう』

首見於本劇第二十八集。
- 午夜之愛 永遠的愛（Midnight Love Forever love）

首見於本劇第三十七集。
- 大家的星光時秀（MinNa Prism Show）『みんなプリズムショー』

首見於本劇第四十集。
- 高空交響曲（Sky High Symphonia）『スカイハイシンフォニア』

使用於本劇第四十二、四十三、四十九集。
- 星空交響曲（Hoshizorano Symphonia）『ほしぞらシンフォニア』

使用於本劇第四十五、四十六集。
- 通往交響曲之路（Road to Symphonia）『ロードトゥシンフォニア』

首見於本劇第四十八集。
- 感恩交響曲（Grateful Symphonia）『グレイトフルシンフォニア』

首見於於本劇第四十八集。
- 美夢成真『ディアマイフューチャー』

首見於於本劇第五十集。
獲得的服裝
- 覺醒交響曲禮服（ゆうきのシンフォニアスカート）

使用於本劇第二十一、四十二、四十三、四十五集。
- 星空交響曲禮服（ほしぞらのシンフォニアドレス）

首見於本劇第四十二、四十五、四十六、四十八、四十九集。
- 第一交響曲之靴（はじまりのシンフォニアブーツ）

使用於本劇第四十二、四十三、四十五、四十六、四十八、四十九集。
- 歡樂交響曲髮箍（よろこびのシンフォニアカチューシャ）[2]

首見於本劇第四十二、四十五、四十六、四十八、四十九集。
- 永恆交響曲后冠（えいえんなるシンフォニアティアラ）

使用於本劇第五十集。
曹時倫（Cho Shi Yoon，配音員：金香里（日本）；許雲雲（台灣）；陳琴雲→林元春（香港））
代表顏色：  緑色
16歲，高中一年級生。初次登場為本季第四集。個性優柔寡斷，平常不喜歡別人吵架，不過生氣的時候像惡魔，令人覺得害怕。總是比他人慢半拍且有點遲鈍，卻很會照顧別人，不過不會察顏觀色的她有時會讓周圍的氣氛凍住。
原本來自南韓的Dear Princess演藝學院，是PURETTY中最大年紀的成員之一。擅長於彈鋼琴和做一些手工藝術品。崇拜MARs裏的艾菈。
擁有開朗的性格，夢想是可以開一間寵物店。
口頭禪是「Yeah～」。
與果鈴、慧仁、在恩和沼珉比較友好。
原本是PURETTY的隊員，後來變成P&P的隊員，之後再度回到PURETTY。
第4集來到日本留學，與果鈴相遇，並鼓勵果鈴要放鬆面對Prism Show。
第13集與慧仁、在恩和彩暻還有沼珉組成五人團體「PURETTY」，一同出道和一起跟Prizmmy☆表演。
第17集為當日PURETTY主力。因當時PURETTY分裂而露出大姐姐的性格制止他們。
第38集與Prizmmy☆的成員重新組合3人團體，與慧仁和果鈴組成「P&P」。
第39集結束3人組合，再次組成PURETTY。
第40集被美實吩咐與慧仁、在恩和彩暻還有沼珉一起回韓國，不能再回Pretty Top。不贊成美實的說法，並決定要表演在Pretty Top所學習到的東西。
第42集成功將星光舞台劇進化，把「通往交響曲之路」進化成「高空交響曲」，挑戰MARs成功。
第43集主動挑戰究極的星光舞台劇「感恩交響曲」，拯救崩潰邊緣的星光時秀。
第45集與慧仁、在恩和彩暻還有沼珉一起跟SERENON with K參加交響曲終章。承認慧仁是他們的隊長。
第48集與慧仁、在恩和彩暻還有沼珉一起跟Prizmmy☆、MARs、SERENON with K一同開演「感恩交響曲」。
第50集完成「感恩交響曲」。
第51集與Prizmmy☆分別，返回韓國。
星光跳躍
- 叢林之王（King of Jungle）『キングのジャングル』

使用於本劇第十七、二十六、三十二、三十七、四十、四十九集。
- 大地（DaiChi）『だいち』

首見於本劇第四十五集。
星光舞台劇
- 煙花狂歡之夜（Night Flower Fever）『ナイトフラワーフィーバー』

使用於本劇第十三、十四、十五、十六、十七、十八、十九、二十、二十三、二十四、二十五、二十六、四十九集。
- 最喜歡你 愛的親吻 謝謝你（Taisuki Chu Chu Love Thank you）『大好きチュウチュウラブありがとう』

首見於本劇第二十八集。
- 午夜之愛 永遠的愛（Midnight Love Forever love）

首見於本劇第三十七集。
- 大家的星光時秀（MinNa Prism Show）『みんなプリズムショー』

首見於本劇第四十集。
- 高空交響曲（Sky High Symphonia）『スカイハイシンフォニア』

使用於本劇第四十二、四十三集。
- 感恩交響曲（Grateful Symphonia）『グレイトフルシンフォニア』

首見於於本劇第四十八集。
- 美夢成真『ディアマイフューチャー』

首見於於本劇第五十集。
獲得的服裝
- 大地交響曲禮服（だいちのシンフォニアドレス）

使用於本劇第四十二、四十三、四十五、四十八、四十九集。
- 第一交響曲之靴（はじまりのシンフォニアブーツ）

使用於本劇第四十二、四十三、四十五、四十八、四十九集。
全在恩（Jeon Jae Eun，配音員：米澤圓（日本）；蕭秀玲（台灣）；梁少霞、黃麗芳（代配）（香港））
代表顏色：  粉红色
13歲，中學一年級生。初次登場為本季第五集。跟玲奈讀同一所中學。擁有純真的性格，個性大而化之，就算剛剛吵架，很快就可以和好如初了。容易對男生一見鍾情，嗅覺似乎十分靈敏，曾在星光客船中嗅出一袋稜石。似乎會吃太陽光，因此希望過着每天都有太陽的日子。非常喜歡吃甜食。與沼珉一樣是個超級路痴。
原本來自南韓的Dear Princess演藝學院，是PURETTY中年紀最小的成員。崇拜莎莉音裏的小要。
口頭禪是「Paku Paku」。
與玲奈、沼珉和彩海比較友好。
原本是PURETTY的隊員，後來變成Sprouts的隊員，之後再度回到PURETTY。
第4集來到日本留學，與玲奈相遇，並與玲奈一樣對上小齊一見鍾情。
第13集與慧仁、時倫和彩暻還有沼珉組成五人團體「PURETTY」，一同出道和一起跟Prizmmy☆表演。
第20集對阿尚一見鍾情。
第27集與Prizmmy☆的成員重新組合3人團體，與玲奈和彩海組成「Sprouts」。
第33集為當日Sprouts主力。對塩谷師傅一見鍾情，後來為塩谷師傅結合胡桃小姐。
第39集結束3人組合，再次組成PURETTY。
第40集被美實吩咐與慧仁、時倫和彩暻還有沼珉一起回韓國，不能再回Pretty Top。不贊成美實的說法，並決定要表演在Pretty Top所學習到的東西。
第42集成功將星光舞台劇進化，把「通往交響曲之路」進化成「高空交響曲」，挑戰MARs成功。
第43集主動挑戰究極的星光舞台劇「感恩交響曲」，拯救崩潰邊緣的星光時秀。
第45集與慧仁、在恩和彩暻還有沼珉一起跟SERENON with K參加交響曲終章。承認慧仁是他們的隊長。
第48集與慧仁、在恩和彩暻還有沼珉一起跟Prizmmy☆、MARs、SERENON with K一同開演「感恩交響曲」。
第50集完成「感恩交響曲」。
第51集與Prizmmy☆分別，返回韓國。
星光跳躍
- 歡樂馬卡龍燦光（Happy Macaroon Spin）『ハッピーマカロンスピン』

首見於本劇第二十六集。
- 品嘗你的心 地球之愛（Paku Paku Love Earth）『パクパクラブワールド』

使用於本劇第二十七、三十三、三十六集。
- 太陽（TaiYou）『たいよう』

首見於本劇第四十五集。
星光舞台劇
- 煙花狂歡之夜（Night Flower Fever）『ナイトフラワーフィーバー』

使用於本劇第十三、十四、十五、十六、十七、十八、十九、二十、二十三、二十四、二十五、二十六、四十九集。
- 我們可否共舞？（Shall We Dance）『シャルウィダンス』

首見於本劇第二十七集。
- 可願真愛求婚（Shall We Love Propose）『シャルウィラブプロポーザル』

首見於本劇第三十三集。
- 思想單行道（One-Way Road）『ワンウェイロード』

首見於本劇第三十六集。
- 大家的星光時秀（MinNa Prism Show）『みんなプリズムショー』

首見於本劇第四十集。
- 高空交響曲（Sky High Symphonia）『スカイハイシンフォニア』

使用於本劇第四十二、四十三集。
- 感恩交響曲（Grateful Symphonia）『グレイトフルシンフォニア』

首見於於本劇第四十八集。
- 美夢成真『ディアマイフューチャー』

首見於於本劇第五十集。
獲得的服裝
- 太陽交響曲禮服（たいようのシンフォニアドレス）

使用於本劇第四十二、四十三、四十五、四十八、四十九集。
- 第一交響曲之靴（はじまりのシンフォニアブーツ）

使用於本劇第四十二、四十三、四十五、四十八、四十九集。
尹彩暻（Yoon Chae Kyoung，配音員：明坂聰美（日本）；鄭可欣（台灣）；魏惠娥（香港））
代表顏色：  紫色
16歲，高中一年級生。初次登場為本季第六集。爸爸是所羅門財團的社長，所以家境非常富裕和顯赫，是潤壽的妹妹，是個典型的任性大小姐，似乎認為什麼事都可以用金錢解決，因此不知道很多事物，所以也容易對事物感到好奇。擁有典型的性格，夢想是穿着全世界最流行和最有名流的衣服。好像很了解沼珉，知道她喜歡自己的哥哥（潤壽）。很喜歡演話劇。
原本來自南韓的Dear Princess演藝學院，是PURETTY中最大年紀的成員之一。崇拜莎莉音裏的花音。
口頭禪是「最強的名流感覺」。
與彩海、莎莉娜、沼珉和容和比較友好。
原本是PURETTY的隊員，後來變成COSMOs的隊員，之後再度回到PURETTY。
第6集來到日本留學，與彩海相遇，對彩海的筆記甚感興趣。
第13集與慧仁、時倫和在恩還有沼珉組成五人團體「PURETTY」，一同出道和一起跟Prizmmy☆表演。
第23集為當日PURETTY主力，為成為演員還是星光舞者的事而煩惱，最後決定了繼續做星光舞者。
第31集與Prizmmy☆的成員重新組合3人團體，與美愛和沼珉組成「COSMOs」，與艾菈進行決鬥，得到勝利。
第39集結束3人組合，再次組成PURETTY。
第40集被美實吩咐與慧仁、時倫和在恩還有沼珉一起回韓國，不能再回Pretty Top。不贊成美實的說法，並決定要表演在Pretty Top所學習到的東西。
第42集成功將星光舞台劇進化，把「通往交響曲之路」進化成「高空交響曲」，挑戰MARs成功。
第34集主動挑戰究極的星光舞台劇「感恩交響曲」，拯救崩潰邊緣的星光時秀。
第45集與慧仁、時倫和在恩還有沼珉一起跟SERENON with K參加交響曲終章。承認慧仁是他們的隊長。
第48集與慧仁、時倫和在恩還有沼珉一起跟Prizmmy☆、MARs、SERENON with K一同開演「感恩交響曲」。
第50集完成「感恩交響曲」。
第51集與Prizmmy☆分別，返回韓國。
星光跳躍
- 水晶螢光點點（Crystal Splash）『クリスタルスプラッシュ』

首見於本劇第十八集。
- 華麗寶石天堂（Gorgeous Jewelry Paradise）『ゴージャスなジュエリーパラダイス』

使用於本劇第二十三、二十六集。
- 名流寶石天堂（Celebrity Jewelry Paradise）『セレブリティジュエリーパラダイス』

首見於本劇第三十七集。
- 海洋（UMi）『うみ』

首見於本劇第四十五集。
星光舞台劇
- 煙花狂歡之夜（Night Flower Fever）『ナイトフラワーフィーバー』

使用於本劇第十三、十四、十五、十六、十七、十八、十九、二十、二十三、二十四、二十五、二十六、四十九集。
- 夢想之花大革命（Dream Flower Revolution）『ドリームフラワーレボリューション』

使用於本劇第三十一、三十四集。
- 獻給你心跳回憶之心（Tokimeki Memory Heart For You）『ときめきメモリハートフォーユー』

首見於本劇第三十五集。
- 新型便當 大奉送（New Bento Giveaway）

首見於本劇第三十七集。
- 大家的星光時秀（MinNa Prism Show）『みんなプリズムショー』

首見於本劇第四十集。
- 高空交響曲（Sky High Symphonia）『スカイハイシンフォニア』

使用於本劇第四十二、四十三集。
- 感恩交響曲（Grateful Symphonia）『グレイトフルシンフォニア』

首見於於本劇第四十八集。
- 美夢成真『ディアマイフューチャー』

首見於於本劇第五十集。
獲得的服裝
- 海洋交響曲禮服（うみのシンフォニアブーツ）

使用於本劇第四十二、四十三、四十五、四十八、四十九集。
- 第一交響曲之靴（はじまりのシンフォニアブーツ）

使用於本劇第四十二、四十三、四十五、四十八、四十九集。
全沼珉（Jeon So Min，配音員：三宅麻理惠（日本）；巫玉羚（台灣）；張頌欣（香港））
代表顏色：  橙色
14歲，中學二年級生。初次登場為本季第八集。跟他人性格相反，會常和周圍的人產生衝突，是因為不輕易妥協，對自己的信念非常堅持，口不對心，意外的很愛哭，與在恩一樣是個超級路痴。喜歡潤壽，是個對自己要求很高及優等生類型的少女。
原本來自南韓的Dear Princess演藝學院。擁有堅持的性格，夢想是成為像美音一樣的星光舞者。有自己的原則，但最後都跟美愛做了朋友。崇拜MARs裏的美音。
口頭禪是「Perfect」。
與美愛、在恩、彩暻和時倫比較友好。
原本是PURETTY的隊員，後來變成COSMOs的隊員，之後再度回到PURETTY。
第8集來到日本留學，在迷路的巧合下與大家相遇，對Prizmmy☆的組合表演力能感到懷疑，但最後還是承認了他們。
第13集與慧仁、時倫和在恩還有彩暻組成五人團體「PURETTY」，一同出道和一起跟Prizmmy☆表演。
第18集為當日PURETTY主力。受他的朋友鼓勵下再次不怕游泳，並與大家進行水上表演。
第20集在進行星光夏日祭中繼戰「橫濱戰」中，發現潤壽給予的搭配十分怪異。
第31集與Prizmmy☆的成員重新組合3人團體，與美愛和彩暻組成「COSMOs」，與艾菈進行決鬥，得到勝利。
第35集知道潤壽喜歡艾菈，感到很驚訝。在當日Prism Show中作為COSMOs主力，並借星光舞台劇向潤壽表白，雖然被他拒絕感到很傷心，但仍然沒有放棄對潤壽的感情。
第39集結束3人組合，再次組成PURETTY。
第40集被美實吩咐與慧仁、時倫和在恩還有沼珉一起回韓國，不能再回Pretty Top。不贊成美實的說法，並決定要表演在Pretty Top所學習到的東西。
第42集成功將星光舞台劇進化，把「通往交響曲之路」進化成「高空交響曲」，挑戰MARs成功。
第34集主動挑戰究極的星光舞台劇「感恩交響曲」，拯救崩潰邊緣的星光時秀。
第45集與慧仁、時倫和在恩還有彩暻一起跟SERENON with K參加交響曲終章。承認慧仁是他們的隊長。
第48集與慧仁、時倫和在恩還有彩暻一起跟Prizmmy☆、MARs、SERENON with K一同開演「感恩交響曲」。
第50集完成「感恩交響曲」。
第51集與Prizmmy☆分別，返回韓國。
星光跳躍
- 粉紅海豚維納斯（Pink Dolphin Venus）『ピンクドルフィンビーナス』

使用於本劇第十八、二十六、三十七、四十集、四十九集。
- 星光流星雨（Star Dust Shower）『スターダストシャワー』

首見於本劇第十九集。
- 心跳不已（Mune-kyun）『むねキュン』

首見於本劇第三十五集。
- 天空（Oozora）『おおぞら』

首見於本劇第四十五集。
星光舞台劇
- 煙花狂歡之夜（Night Flower Fever）『ナイトフラワーフィーバー』

使用於本劇第十三、十四、十五、十六、十七、十八、十九、二十、二十三、二十四、二十五、二十六、四十九集。
- 夢想之花大革命（Dream Flower Revolution）『ドリームフラワーレボリューション』

使用於本劇第三十一、三十四集。
- 獻給你心跳回憶之心（Tokimeki Memory Heart For You）『ときめきメモリハートフォーユー』

首見於本劇第三十五集。
- 新型便當 大奉送（New Bento Giveaway）

首見於本劇第三十七集。
- 大家的星光時秀（MinNa Prism Show）『みんなプリズムショー』

首見於本劇第四十集。
- 高空交響曲（Sky High Symphonia）『スカイハイシンフォニア』

使用於本劇第四十二、四十三集。
- 感恩交響曲（Grateful Symphonia）『グレイトフルシンフォニア』

首見於於本劇第四十八集。
- 美夢成真『ディアマイフューチャー』

首見於於本劇第五十集。
獲得的服裝
- 天空交響禮服（おおぞらのシンフォニアブーツ）

使用於本劇第四十二、四十三、四十五、四十八、四十九集。
- 第一交響之靴（はじまりのシンフォニアブーツ）

使用於本劇第四十二、四十三、四十五、四十八、四十九集。
雙人跳躍
- 繽紛巧克力遊行（Colorful Choco Parade Duo）『カラフルチョコパレード』

時倫+在恩
使用於本劇第十三、十四、十六集。
- 流行糖果火箭（Pop'n Candy Rocket Duo）『ポップキャンディロケット』

彩暻+沼珉、時倫+彩暻、時倫+在恩
使用於本劇第十三、十四、十六、十七、十八、二十、二十四集。
- 歡樂馬卡龍燦光（Happy Macaroon Spin）『ハッピーマカロンスピン』

慧仁+在恩、時倫+在恩
使用於本劇第十七、十九集。
- 粉色海豚維納斯（Pink Dolphin Venus）『ピンクドルフィンビーナス』

彩暻+沼珉
首見於本劇第十九集。
- 漫天飛舞的戀愛花瓣（Hira hira hiraku Koi no Hana）『ヒラヒラヒラクこいのはな』

在恩+沼珉
首見於本劇第二十集。
- 帽子戲法之星（Hat trick Ster）『ハットトリックスター』

彩暻+沼珉
首見於本劇第二十四集。
- 漫天飛舞的夢想花瓣（Hira hira hiraku Yume no Hana）『ヒラヒラヒラクゆめいのはな』

彩暻+沼珉
首見於本劇第三十一集。
- 高空啦啦隊（Fly High Cheer Girl）『フライハイチアガール』

美愛+彩暻、在恩+彩暻
首見於本劇第三十五、四十集。
- 心心相印 夢幻寶石拱門（Prism Stone Fantasy）『プリズムストーンファンタジー』

時倫+沼珉
使用於本劇第四十二、四十三集。
- 歡樂樂章 Hip Hop Win！（Cheerful Hip Hop Win！）『チアフルHip Hop Win！』

在恩+彩暻
使用於本劇第四十二、四十三集。

## LOVE-MIX
本來是由Dear Princess旗下由個人出道組成的星光舞蹈組合，容和是個人出道組成的組合，後來加入齊，組成雙人男子組「LOVE-MIX（ラブミックス）」明星組合，第二十二集組合，第三十集出道。
容和（Yonfa，配音員：高山南（日本）；周良鴻（香港））
16歲，高中一年級生。初次登場為本季第二十二集。與PURETTY同樣來自南韓的Dear Princess演藝學院，是Dear Princess旗下由個人出道組成的星光舞蹈團隊，很受女生歡迎。愛談及情感方面的事，能讀懂及看透别人的内心。
與彩暻、潤壽、齊、美愛和玲奈比較友好。
第22集發現玲奈喜歡齊。
第30集與齊組成兩人組合「LOVE-MIX」，一同出道。第一次無意識使用閃耀之瞳（心之瞳）。
第40集因挑戰失敗，必須退出Dear Princess，並轉到交響曲財團。
第42集因PURETTY挑戰MARs成功，回到Pretty Top。
第48集帶領美愛及慧仁踏出『感恩交響曲』的第一步──『覺醒的交響曲』。
第50集完成感恩交響曲。
技能
- 全力愛心光束（Big AiAi Beam）『ビッグアイアイビーム』

首見於本劇第二十二集。
- 情迷意亂拳（KuraKura Punch）『くらくらパンチ』

首見於本劇第二十二集。
- 戀愛大革命（Love Revolution）『ラブレボリューション』

首見於本劇第二十二集。
星光舞台劇
- LOVE-MIX協奏曲（LOVE-MIX Concerto）『ラブミックスコンチェルト』

使用於本劇第三十、四十八集。
春音齊（Harune Itsuki，配音員：熊井統子（日本）；袁淑珍（香港））
14歲，中學二年級生。初次登場為前作第一集。Pretty Top演藝學院的學生，是艾菈的弟弟。被玲奈稱為「玫瑰王子殿下」。對玲奈有好感。
與玲奈、美愛、小旋和容和比較友好。
第15集原本是以運動醫生為唯一目標進行努力，但是卻被美愛等人邀請進行表演而接觸了星光時尚秀。第一次跳出星光跳躍。
第22集被玲奈她們誤會他和艾菈是戀人，後來玲奈她們先知道艾菈和他是親姊弟，成為Pretty Top演藝學院的學生。
第30集與容和組成兩人組合「LOVE-MIX」，一同出道。第一次無意識使用閃耀之瞳（心之瞳）。
第40集為當日主力。無意識使用閃耀之瞳（火之瞳）。試著強行突破交響曲之門卻意外地被阻擋在門口。因挑戰失敗，必須退出Pretty Top，並轉到交響曲財團。
第42集因PURETTY挑戰MARs成功，回到Pretty Top。
第48集帶領美愛及慧仁踏出『感恩交響曲』的第一步──『覺醒的交響曲』。
第50集完成感恩交響曲。
技能
- 興奮悸動（Happy Go）『ハッピー・ゴー』

首見於本劇第十五集。
星光舞台劇
- LOVE-MIX協奏曲（LOVE-MIX Concerto）『ラブミックスコンチェルト』

使用於本劇第三十、四十八集。
雙人技能
- 愛的心跳驚喜機械人 出發（Ai no Bikkuri Dokkiri Mecha）『アイないびっくりドッキリメカ』

容和+齊
首見於本劇第三十集。

## 幸運夥伴
由企鵝老師給有潛力的新星光舞者的禮物，亦是進入Pretty Top演藝學院所需的入學認證。每隻吉祥物的樣貌及性格都不同，但通常和主人都有些相同的地方，不但可以成為主人的朋友，也能幫忙主人做事，每隻都很有用處，是主人的小助手。
米米（配音員：凌晞（香港））
美愛身邊的幸運夥伴，和美愛一樣熱血、認真及誠實，但是比美愛還要更善解人意一些，會經常鼓勵其他幸運夥伴。不會說人話，除了美愛、企鵝老師和比比以外，沒人知道牠在說什麼。幫Prizmmy☆和COSMOs使用香水。
蕾米（配音員：黃瑩瑩（香港））
玲奈身邊的幸運夥伴，個性和玲奈一樣做事很認真、盡全部心力，但是牠是個急性子，比玲奈做事還要急一步，常催促玲奈。不會說人話，除了玲奈、企鵝老師和比比以外，沒人知道牠在說什麼。幫Sprouts使用香水。
莉米（配音員：羅孔柔（香港））
果鈴身邊的幸運夥伴，性格和果鈴一樣都非常樂觀，身手很敏捷，反應也很快，不過卻很貪睡，所以常看到牠正在睡覺。對於說繞口令很行。不會說人話，除了果鈴、企鵝老師和比比以外，沒人知道牠在說什麼。幫P&P使用香水。
亞米（配音員：梁少霞（香港））
彩海身邊的幸運夥伴，心地和彩海一樣溫柔且善良，可是牠很愛吃東西，因此常常會看到牠在吃東西，說話也常扯到吃的。不會說人話，除了彩海、企鵝老師和比比以外，沒人知道牠在說什麼。幫Sprouts使用香水。
比比（配音員：千葉進步（日本）；黃昕瑜（香港））
PURETTY共同的幸運夥伴，平時都待在慧仁身邊。因為會說人類語言，並且有點自以為是，所以看起來和企鵝老師有些相似，但牠們兩個意外不合，常常吵架，個性有些兇悍。幫PURETTY、COSMOs、Sprouts和P&P使用香水。
拉拉（配音員：早水理沙（日本）；傅其慧（台灣）；余欣沛→袁淑珍、袁淑珍（代配）（香港））
艾菈的專屬教練，長相為一隻粉紅色兔子。
個性急躁，快言快語，會說人話，講話伴隨著關西口音，喜歡身處於人多嘈雜的環境中。
平時偽裝成吉祥物掛在艾菈包包上，給予艾菈舞蹈上的指導。
貝貝（配音員：日高範子（日本）；許雲雲（台灣）；雷碧娜、林丹鳳（代配）（香港））
小旋的專屬教練，長相為一隻褐色熊寶寶。
有著沉穩與多愁善感的個性，會說人話，說話經常帶有俚語。
咪咪（配音員：熊井統子（日本）；巫玉羚（台灣）；林芷筠（香港））
美音的指導教練，長相為一隻灰貓。
個性成熟但自視甚高，會說人話，而言談之中常夾雜著英文。
外表看似一吉祥物。喜愛用英文套句與別人對話，但對動的東西特別感興趣，與美音感情很好。

## MARs
在Pretty Top演藝學校已四年，是已經從演藝學校結業並學有所成的團體，是最受歡迎的團體。
春音艾菈（Harune Aira，配音員：阿澄佳奈（日本）、鄭可欣（台灣）﹔劉惠雲（香港））
代表顏色：  粉红色
18歲，高中三年級生，跟小旋同天生日。是一個運動白痴，個性非常內向。非常喜歡時尚，能聽見衣服的聲音，腦筋很靈活，不論遇到何種困難都能夠克服，有顆非常體諒他人的心，喜歡尚，對潤壽有好友的好感。是齊的姐姐。在第二季中以前輩偶像的身份引導著新晉的新人。是星光天后，分數為O.T.T.（Over The Target，即超過大會最高克拉）。
口頭禪是「Happy Lucky」。
與小旋、美音、莎莉娜、花音和小要比較友好。
第10集因吃掉美愛的蜜瓜包之事，與Prizmmy☆進行決戰。跳出自己的星光舞台劇，最後勝出。
第29集再度成為星光天后；聽到潤壽表白，感到很驚訝。
第35集被阿世知欽太郎的服裝迷惑，然後在記者會上表示MARs將不會參加連霸四年的純潔水晶高跟鞋盃，轉為參加「通往交響曲之路」。
第38集與小旋和美音一起參加通往交響曲之路。成功進入星光舞台劇的交響樂之門。表明將不會參加星光天后盃。退出Pretty Top，並轉到交響曲財團。
第39集告訴小要只有感恩交響曲系列的服裝才可以進入交響曲之門，如不是便不可以進入交響曲之門。
第42集因聽見尚和潤壽改造感恩交響曲系列服裝的聲音，而被喚醒。因PURETTY挑戰MARs成功，回到Pretty Top。
第43集挑戰究極的星光舞台劇「感恩交響曲」，拯救崩潰邊緣的星光時秀。
第44集與小旋和美音一起跟Prizmmy☆參加交響曲終章。
第48集與小旋和美音一起跟Prizmmy☆、PURETTY、SERENON with K一同演出「感恩交響曲」，和尚互相表白並接受了。帶領美愛及慧仁踏出『感恩交響曲』的第二步──『通往交響曲之路』。
第50集完成無上禮讚交響曲。
第51集跟尚去美國，成为了知名時裝設計師。
星光跳躍
- 極光騰躍 美夢成真（Aurora Rising Dream）『オーロラライジングドリーム』

首見於前作第五十集。
使用於本劇第二、八、四十四集。
- 心跳體驗（Mune-kyun Taiken）『むねキュンたいけん』

首見於本劇第五集。
- 鮮果飛躍（Fresh Fruit Planet）『フレッシュフルーツパイナーズ』

使用於本劇第十一、三十一集。
- 無限擁抱 永恆無盡（Mugen Hug Eternal）『ムゲンハグエターナル』

使用於本劇第二十九、三十八、四十八集。
星光舞台劇
- 歡樂微笑綵衣（Happy Smile Dress）『ハッピースマイルドレス』

使用於本劇第十、三十一集。
- 通往交響曲之路（Road to Symphonia）『ロードトゥシンフォニア』

使用於本劇第三十八、三十九、四十、四十一、四十二集。
- 感恩交響曲（Grateful Symphonia）『グレイトフルシンフォニア』

首見於於本劇第四十八集。
- 美夢成真『ディアマイフューチャー』

首見於於本劇第五十集。
獲得的服裝
- 交響曲微笑化妝（ほほえみの シンフォニア メイク）[3]

使用於本劇第三十八、三十九、四十、四十一、四十二、四十八集。
- 神祕交響曲禮服（しんぴの シンフォニアドレス）

使用於本劇第三十八、三十九、四十、四十一、四十二、四十八集。
- 幻想交響曲舞鞋（ゆめみる シンフォニアパンプス）

使用於本劇第三十八、三十九、四十、四十一、四十二、四十八集。
- 絢麗交響曲髮箍（うるわしのカチューシャ）

使用於本劇第三十八、三十九、四十、四十一、四十二、四十八集。
- 閃耀交響曲項鍊（かがやきのシンフォニアネックレス）

使用於本劇第三十八、三十九、四十、四十一、四十二、四十八集。
天宮旋／藤堂旋（Amamiya Rizumu／Todo Rizumu，配音員：原紗友里（日本）；謝佼娟（台灣）﹔羅杏芝、黃淑芬（代配）（香港））
代表顏色：  天空藍
18歲，高中三年級生，天宮龍和神崎曲的女兒。跟艾菈同天出生。因一年半前嫁给響的關係而改姓藤堂。是一個總是充滿了元氣的少女及星光天后，運動神經非常發達，不擅長流行打扮，恰巧與艾菈的性格相反，但卻也是跟艾菈最合得來的好朋友。跳出了極光騰躍完成式並實現夢想。是小要的姐姐（不是親姐姐）。在第二季中以前輩偶像的身份引導著新晉的新人。
對於美愛她們來說，是一個厲害的前輩。
口頭禪是「心靈充電」。
與艾菈、美音、莎莉娜、花音和小要比較友好。
第11集為當日MARs主力，跳出自己的星光舞台劇。
第28集和響對外公開兩人已在一年半前結婚的消息。
第38集本來參加連霸四年的純潔水晶高跟鞋盃，但轉為參加通往交響曲之路。與艾菈和美音一起參加通往交響曲之路。察覺出艾菈有些許異狀。退出Pretty Top，並轉到交響曲財團。
第39集打電話給小要叫她拯救艾菈。並告訴艾菈的心已被感恩交響曲的境界所迷惑。
第42集因PURETTY挑戰MARs成功，回到Pretty Top。
第43集主動挑戰究極的星光舞台劇「感恩交響曲」，拯救崩潰邊緣的星光時秀。
第44集與艾菈和美音一起跟Prizmmy☆參加交響曲終章。
第48集與艾菈和美音一起跟Prizmmy☆、PURETTY、SERENON with K一同演出「感恩交響曲」。
第50集完成無尚禮讚交響曲。
第51集與響、父母一起去渡蜜月。
星光跳躍
- 愛神流星雨（Ultimate Love Shower）『アンリミテッドラブのシャワー』

首見於本劇第三十八集。
- 極光騰躍完成式（Aurora Rising Final）『オーロラライジングファイナル』

首見於前作第五十集。
星光舞台劇
- 極光回憶錄（Aurora Memorial）『オーロラメモリアル』

首見於本劇第十一集。
- 通往交響曲之路（Road to Symphonia）『ロードトゥシンフォニア』

首見於本劇第三十八集。
- 感恩交響曲（Grateful Symphonia）『グレイトフルシンフォニア』

首見於於本劇第四十八集。
- 美夢成真『ディアマイフューチャー』

首見於於本劇第五十集。
獲得的服裝
- 絢麗交響曲髮箍（うるわしのカチューシャ）

首見於本劇第三十八集。
- 閃耀交響曲項鍊（かがやきのシンフォニアネックレス）

首見於本劇第三十八集。
高峰美音（Takamine Mion，配音員：片岡梓（日本）；傅其慧（台灣）﹔鄭麗麗（香港））
代表顏色：  红色・  黑色，  紫色
19歲，大學一年級生，MARs裡年紀最大的。生於布宜諾斯艾利斯，是一個業餘的模特兒，其專長為舞蹈與流行歌曲演唱，也很會演戲及配音，正在演出「魔法美音」，也跟艾菈一樣愛好流行時尚，為求自我的突破而踏入了成為星光舞者之路及星光天后，在第二季中以前輩偶像的身份引導著新晉的新人。喜歡阿純，後放棄對他的愛。初期對渡有好感，後喜歡他。
口頭禪是「美音，Switch On」。
與艾菈、小旋和莎莉娜比較友好。
第4集向Prizmmy☆示範自己的星光舞台劇。
第38集本來參加連霸四年的純潔水晶高跟鞋盃，但轉為參加通往交響曲之路。與艾菈和小旋一起參加通往交響曲之路。察覺出艾菈有些許異狀。退出Pretty Top，並轉到交響曲財團。
第42集因PURETTY挑戰MARs成功，回到Pretty Top。
第43集主動挑戰究極的星光舞台劇「感恩交響曲」，拯救崩潰邊緣的星光時秀。
第44集與艾菈和小旋一起跟Prizmmy☆參加交響曲樂終章。
第48集與艾菈和小旋一起跟Prizmmy☆、PURETTY、SERENON with K一同演出「感恩交響曲」。
第50集完成無尚禮讚交響曲。
第51集成為Pretty Top社長。
星光跳躍
- Chu Chu蜂蜜之吻（Hachimitsu Kiss Chu Chu）『はちみつキッスチュウチュウ』

首見於本劇第十一集。
- 天使之吻（Angel Kiss）『エンジェルキス』

首見於本劇第三十八集。
- 燦爛永恆大爆發 → 美麗新世界（Eternal Big Bang → Beautiful World）『エターナルビッグバン→ビューティフルワールド』

首見於本劇第四十四集。
星光舞台劇
- 閃亮綠洲旅行者（Shining Oasis Traveler）『シャイニングオアシストラベラー』

首見於本劇第四集。
- 通往交響曲之路（Road to Symphonia）『ロードトゥシンフォニア』

首見於本劇第三十八集。
- 感恩交響曲（Grateful Symphonia）『グレイトフルシンフォニア』

首見於於本劇第四十八集。
- 美夢成真『ディアマイフューチャー』

首見於於本劇第五十集。
獲得的服裝
- 絢麗交響曲髮箍（うるわしのカチューシャ）

首見於本劇第三十八集。
- 閃耀交響曲項鍊（かがやきのシンフォニアネックレス）

首見於本劇第三十八集。
三人跳躍
- MARs 浴火鳳凰（MARs Phoenix）『マーズフェニックス』

使用於本劇第一、二集。
- 極光騰躍（Aurora Rising）『オーロラライジング』

首見於本劇第四十八集。

## 莎莉音with小要
又稱「SERENON with K」。「SERENON」是指「莎莉音」，「K」是指「小要（Kaname）」。下述兩者（莎莉娜和花音）彼此有差異性極大的互補性格，並常表現出唱雙簧的姿態。
城之內莎莉娜（Jonochi Serena，配音員：米澤圓（日本）；許雲雲（台灣）；黃淑芬→黃昕瑜（香港））
18歲，11月17日生，高中三年級生。是莎莉音雙人組合成員之一，和花音是搞笑相聲明星雙人組合。四年前和美音是競爭對手。從小跟彩暻是在上流社會相識的朋友。正在演出「魔法美音」，飾演壞蛋，在第二季中以前輩偶像的身份引導著新晉的新人。
代表顏色：  朱紅色
與美音、小旋、艾菈、花音、小要和彩暻比較友好。
第35集MARs在記者會上表示將不會參加連霸四年的純潔水晶高跟鞋盃，轉為參加通往交響曲之路後，SERENON with K也轉向參加通往交響曲之路。
第37集對於MARs不參加連霸四年的純潔水晶高跟鞋盃，轉為參加通往交響曲之路，感到很奇怪。
第38集察覺出艾菈有些許異狀。
第39集成功達到星光舞台劇的地獄之門及交響曲之門。把星光舞台劇的地獄之門擊破。因挑戰失敗，必須退出Pretty Top，並轉到交響曲財團。
第42集因PURETTY挑戰MARs成功，回到Pretty Top。
第43集主動挑戰究極的星光舞台劇「感恩交響曲」，拯救崩潰邊緣的星光時秀。
第45集與花音和小要一起跟PURETTY參加交響曲終章。
第48集與花音和小要一起跟Prizmmy☆、PURETTY、MARs一同開演「感恩交響曲」。帶領美愛及慧仁踏出『感恩交響曲』的第一步──『覺醒的交響曲』。
第50集完成感恩交響曲。
星光跳躍
- 星際螺旋（Space Screw Spiral）『スペーススクリュースパイラル』

使用於本劇第三十六、三十九集。
- 帽子戲法之星（Hat trick Ster）『ハットトリックスター』

使用於本劇第四十八集。
星光舞台劇
- 相聲公主（Manzai Princess）『漫才プリンセス』

首見於本劇第十四集。
- 超級女英雄的時刻（Special Hero Time）『スーパーヒロインタイム』

首見於本劇第三十六集。
- 感恩交響曲（Grateful Symphonia）『グレイトフルシンフォニア』

首見於於本劇第四十八集。
- 偉大維納斯的誕生（Great Venus Birthday）『パーフェクトヴィーナス』

首見於本劇第四十八集。
- 美夢成真『ディアマイフューチャー』

首見於於本劇第五十集。
藤堂花音（Todo Kanon，配音員：明坂聰美（日本）；凌晞（香港））
18歲，11月3日，高中三年級生。是響的妹妹，但對響有戀兄情結，後死心。是莎莉音雙人組合成員之一，和莎莉娜是搞笑相聲明星雙人組合。四年前和小旋是競爭對象兼情敵。正在演出「魔法美音」，飾演壞蛋。在第二季中以前輩偶像的身份引導著新晉的新人。
代表顏色：  緑色
與小旋、艾菈、美音、莎莉娜和小要比較友好。
第28集慧仁、時倫和果鈴三人害怕地對她說響（花音的哥哥）和小旋在一年半前結婚的消息，之後她說對響已死心，並送花給她代表接受小旋成為她的嫂嫂。
第36集本來參加四年的純潔水晶高跟鞋盃，但轉為參加通往交響曲之路。第一次成功跳出二階星光跳躍。與莎莉娜和小要一起跟Sprouts參加通往交響曲之路。
第37集對於MARs不參加連霸四年的純潔水晶高跟鞋盃，轉為參加通往交響曲之路，感到很奇怪。
第38集察覺出艾菈有些許異狀。
第39集成功達到星光舞台劇的地獄之門及交響曲之門。把星光舞台劇的地獄之門擊破。因挑戰失敗，必須退出Pretty Top，並轉到交響曲財團。
第42集因PURETTY挑戰MARs成功，回到Pretty Top。
第43集主動挑戰究極的星光舞台劇「感恩交響曲」，拯救崩潰邊緣的星光時秀。
第45集與莎莉娜和小要一起跟PURETTY參加交響曲終章。
第48集與莎莉娜和小要一起跟Prizmmy☆、PURETTY、MARs一開演出「感恩交響曲」。帶領美愛及慧仁踏出『感恩交響曲』的第一步──『覺醒的交響曲』。
第50集完成感恩交響曲。
星光跳躍
- 流行鮮花潛行（Pop'n Flower Dive）『ポップンフラワーダイブ』

使用於本劇第三十六、三十九集。
- 美麗彩虹（Lovely Rainbow）『ラブリーレインボー』

首見於本劇第四十八集。
星光舞台劇
- 相聲公主（Manzai Princess）『漫才プリンセス』

首見於本劇第十四集。
- 超級女英雄的時刻（Special Hero Time）『スーパーヒロインタイム』

首見於本劇第三十六集。
- 感恩交響（Grateful Symphonia）『グレイトフルシンフォニア』

首見於於本劇第四十八集。
- 偉大維納斯的誕生（Great Venus Birthday）『パーフェクトヴィーナス』

首見於本劇第四十八集。
- 美夢成真『ディアマイフューチャー』

首見於於本劇第五十集。
久里須要／天宮要（Chris Kaname／Amamiya Kaname，配音員：伊藤加奈惠（日本）；謝佼娟（台灣）；羅孔柔（香港））
16歲，12月5日生，高中一年級生。是莎莉音組合的第三個成員。出生於俄羅斯。喜歡讀書和吃香蕉。天宮龍和神崎曲的養女，改名為天宮要，是小旋的妹妹（不是親妹妹）及響的小姨子。是個有點可愛但並不幼稚的小孩。正在演出「魔法美音」，飾演被欺負的角色。在第二季中以前輩偶像的身份引導著新晉的新人。
代表顏色：  黄色
與艾菈、小旋、莎莉娜和花音比較友好。
第35集本來參加四年的純潔水晶高跟鞋盃，但轉為參加通往交響曲之路。與莎莉娜和花音一起跟Sprouts參加通往交響曲之路。
第37集對於MARs不參加連霸四年的純潔水晶高跟鞋盃，轉為參加通往交響曲之路，感到很奇怪。
第38集認為艾菈的心不在這裡。察覺出艾菈有些許異狀。
第39集聽到小旋的電話後，決定要拯救艾菈。成功達到星光舞台劇的地獄之門及交響樂之門。把星光舞台劇的地獄之門擊破。試著進入交響曲之門卻意外地被阻擋在門口。並告訴大家唯一拯救艾菈的方法是成功進入交響曲之門。因挑戰失敗，必須退出Pretty Top，並轉到交響曲財團。
第42集因PURETTY挑戰MARs成功，回到Pretty Top。
第43集主動挑戰究極的星光舞台劇「感恩交響曲」，拯救崩潰邊緣的星光時秀。
第45集與莎莉娜和花音一起跟PURETTY參加交響曲終章。無意識使用閃耀之瞳（彩虹之瞳）。
第48集與莎莉娜和花音一起跟Prizmmy☆、PURETTY、MARs一同演出「感恩交響曲」。帶領美愛及慧仁踏出『感恩交響曲』的第一步──『覺醒的交響曲』。
第50集完成感恩交響曲，並在第51集回俄罗斯尋找親生父母。
星光跳躍
- 鮮蕉飛躍（Fresh Banana Basket）『フレッシュバナナバスケット』

使用於本劇第三十六、三十九、四十五集。
- 彩虹騰躍（Rainbow Rising）『レインボーライジング』

首見於本劇第四十五集。
星光舞台劇
- 相聲公主（Manzai Princess）『漫才プリンセス』

首見於本劇第十四集。
- 超級女英雄的時刻（Special Hero Time）『スーパーヒロインタイム』

首見於本劇第三十六集。
- 感恩交響曲（Grateful Symphonia）『グレイトフルシンフォニア』

首見於於本劇第四十八集。
- 偉大維納斯的誕生（Great Venus Birthday）『パーフェクトヴィーナス』

首見於本劇第四十八集。
- 美夢成真『ディアマイフューチャー』

首見於於本劇第五十集。
三人跳躍
- 帽子戲法 白虎爆彈（Hat Trick Ster Bullet）『ハットトリックスター・インブレット』

使用於本劇第三十六、三十九集。
- 星光火焰薔薇風暴（Prism Fire Rose Hurricane）『プリズムファイアはローズハリケーン』

使用於本劇第三十六、三十九集。
- 星光獨角獸會心一擊（Prism Unicorn Destroy）『プリズムユニコーンデストーリー』

使用於本劇第三十六、三十九集。
- 星光彩虹風暴（Prism Rainbow Hurricane）『プリズムレインボーハリケーン』

首見於本劇第四十五集。

## Callings
為一個培養星光舞者的經紀公司，旗下有三位男子組成的精銳星光舞蹈團隊，結局中已解散。
尚（Sho，配音員：近藤隆（日本）﹔麥皓豐（香港））
20歲，是「Prism Stone」的產品設計師，亦是「Callings」的隊長，很受女生歡迎。平時心思十分細膩周到，也很有設計的天份，但有時會因為情緒失控而失常且失去理智。喜歡艾菈，是潤壽的情敵。
與艾菈、美音、小旋、響和渡比較友好。
第2集原本只有艾菈她們知道他是「Prism Stone」的產品設計師，但他為了艾菈而向觀眾表明。
第14集為當日主力。
第29集看見潤壽向艾菈表白，感到很生氣。
第38集知道感恩交響曲系列的設計者是阿世知欽太郎。
第40集回想起艾菈的服裝打扮，決定與潤壽改造感恩交響曲系列。
第48集和艾菈互相表白。
第51集跟艾菈去美國。
星光跳躍
- 無限擁抱 永恆無盡（Mugen Hug Eternal）『ムゲンハグエターナル』

首見於本劇第四十八集。
藤堂響（Todo Hibiki，配音員：KENN（日本）﹔張方正（香港））
20歲，是花音的哥哥，「Callings」的隊員，很受女生歡迎。看起來有點冷酷，但個性溫柔，也很會照顧冒失的小旋，似乎很會做吃的。喜歡小旋，和小旋在一年半前就已經結婚，成為小旋的丈夫、小要的姐夫、天宮龍和神崎曲的女婿。
與小旋、美音、艾菈、尚和渡比較友好。
第14集似乎和小旋有個秘密。
第28集和小旋對外公開已和小旋在一年半前結婚的消息。
第51集與小旋、家人一起去渡蜜月。
日向渡（Wataru，配音員：岡本信彥（日本）﹔胡家豪（香港））
20歲，「Callings」的隊員，很受女生歡迎。臉上總是笑容滿面，個性溫柔。很會念書，似乎也很會裁縫。喜歡美音，對於美音一開始完全不信任，有點生氣。很容易察覺美音笑容背後的心情，所以很希望美音能將煩惱說出來給自己聽。
與美音、艾菈、尚、小旋和響比較友好。
星光舞台劇
- 超級銀河級戀愛（Super Galaxy Love）『スーパーギャラクシーラブ』

首見於本劇第十四集。

## Pretty Top相關人物
阿世知今日子（Asechi Kyoko，配音員：早水理沙（日本）；許雲雲（台灣））﹔陸惠玲（香港））
38歲。Pretty Top社長，其後決定辭職。曾為星光舞者，也曾經是神崎曲的競爭對手。和純是無血緣關係的姐弟、後來接受純的求婚。
和美室十分相似。很愛金錢。
旗下的星光舞者有Callings、MARs、SERENON with K(莎莉音with小要)、Prizmmy☆和LoveMix。
星光跳躍
- 青銅盤旋（Bronze Splash）『ブロンズスプラッシュ』

首見於本劇第二十六集。
瀧川純（Takigawa Jun，配音員：千葉進步（日本）；宋克軍（台灣））﹔李凱傑（香港））
28歲。Pretty Top職員。和今日子是無血緣關係的姐弟，一直喜歡今日子、後來向她求婚。
是Prizmmy☆的指導者。一直帶領著美愛她們朝「星光天后」方向前進，亦要創造新世代的星光時尚秀。說出的話富有奧妙，大家總是聽不懂，但美音知道他在說什麼，果鈴好像也能了解一些。
星光王牌先生（Prism Ace，配音員：千葉進步（日本）；宋克軍（台灣））﹔李凱傑（香港））
由純假扮的，有時以此身份指導Prizmmy☆，但只有美愛不知道他的真實身份。
第四十四集協助美愛找回自己當初的熱情。
赤井眼鏡姐（Akaimegane，配音員：（日本）；傅其慧（台灣）﹔黄瑩瑩（香港））
Pretty Top職員。是幫忙星光舞者使用稜石的人。可以把星光設計師設計出來的時裝變為稜石。
企鵝老師（Penginsensei，配音員：三宅健太（日本）；宋克軍（台灣））﹔林保全（香港））
Pretty Top職員。是吉祥物們的老師。經常被美愛叫錯名字。
山田山尾（Yamada Yamao，配音員：三宅健太（日本）；宋克軍（台灣））﹔林國雄（香港））
Pretty Top演藝學院的中年男性管理員。四十九歲。興趣是讀書和莉莉安。常在企鵝老師身旁出現。口頭禪是「我是山田」。本職是吉祥物。

## Dear Princess相關人物
美室（Mishiru，配音員：青山桐子（日本）；傅其慧（台灣）；黃玉娟（香港））
Dear Princess社長。和今日子十分相似。對慧仁她們很有信心。
旗下的星光舞者有PURETTY和容和。

## Dear Crown相關人物
潤壽（Yunsu，配音員：羽多野涉（日本）；李鎮然、關令翹（代配）、凌晞（童年）（香港））
20歳，來自韓國「Dear Crown」的設計師。
他的夢想是在傳說的Prism Show，為繆斯（女神）設計服飾。
十分在意與喜歡艾菈，是尚的情敵兼競爭對手。
是彩暻的哥哥。
第2集初到日本，並在「Prism Stone」商店旁邊，新開「Dear Crown」的商店。
第9集與尚進行時裝比賽以艾菈在時裝表演所穿的衣服作為分出勝負。
第29集向艾菈表白，並為艾菈設計服式。
第35集與尚進行比賽以MARs在表演時所穿的衣服作勝負。知道素敏喜歡他。
第38集發現阿世知欽太郎在日本。
第40集從PURETTY身上得到靈感，決定與尚改造感恩交響曲系列。
第48集知道艾菈的心中只有尚後就決定放棄對她的追求。

## 交響曲財團相關人物
阿世知欽太郎（Asechi Kintaro，配音員：千葉繁、近藤隆（少年時期）（日本）；林保全 → 李錦綸、梁偉德（少年時期）（香港））
今日子的父親，阿純的繼父。交響財團的主辦人亦是無上禮讚交響曲系列的設計者，試圖暗中指揮着現星光公司的一切。
過去設計出晶瑩純白婚紗和黑夜浪漫婚紗甚至設計所有的無上禮讚交響曲服裝系列，因此被譽為天才設計師，但是因為想要達到感恩交響曲的境界而利用或是傷害許多不少的人（包括慧和今日子），包含做出毀損神崎曲的服裝的行為，也可說是間接導致神崎曲拋家棄子並離開星光時尚秀的主因，不過到最後鎖定MARs、Prizmmy☆和PURETTY等人。
曾想讓慧仁進入交響曲之門，但因慧仁都被美愛一行人給拉回而以失敗收場，之後讓艾菈被交響曲境界給迷惑進入交響曲之門因而得到MARS。
後來在通往交響曲之路的第四場選拔賽高空交響曲中向Pretty top宣戰，靠著交響曲境界得到SERENON with K、LOVE-MIX與Prizmmy☆，但在Prizmmy☆成功闖進交響曲之門後為此震驚不已，之後因為目睹PURETTY的獲勝與艾菈清醒後使SERENON with K、LOVE-MIX、Prizmmy☆與MARS重返Pretty top，同時大受刺激與失去理智到取消所有星光時尚秀的相關活動，之後重度昏迷不醒。
之後在感恩交響曲的最終舞台中再度出現，用自己的感恩交響曲困住SERENON with K、LOVE-MIX、Prizmmy☆、PURETTY與MARS，但因美愛跟慧仁的堅持和信念下完成真正的感恩交響曲，令自己為過去犯下的種種罪行十分懊悔。最終正式解散交響財團，回到慧的身邊並在其家中種田。
MC Bongbi（MC Bongbi，配音員：竹谷祥（日本）；李錦綸（香港））
有星光舞者進行表演的地方就會有MC Bongbi進行解說，工作如同現場解說員。偶爾還會裝扮不同角色，給予Prizmmy☆和PURETTY不同的挑戰。
第26集揭露他是阿世知欽太郎。
隨著阿世知欽太郎帶著懊悔的離開並解散交響財團而從此消失，在阿世知欽太郎種的田附近可看到戴著其假髮和服裝的稻草人。

## 感恩交響曲系列相關人物
明珍（Myonja，配音員：日高範子（日本）；沈小蘭、曾佩儀（代配）（香港））
實際登場為本季40話，初次登場在第23集的回憶片段。
潤壽和彩暻的母親，阿世知欽太郎的初戀情人，與慧（今日子的母親）是好友關係。
過去是一個超人氣的明星女演員，在年輕時引退。後來在欽太郎要求下成為星光舞者因此離開他(事實上自己雖然仍然熱愛於Prism Show，卻因認為欽太郎只重視交響曲和慧的緣故決定離開)。數年後與自己真心相愛的男人結婚並生下潤壽和彩暻。直至現今不再抱怨欽太郎認為這已成為美好的回憶。
慧（K，配音員：澤海陽子（日本）；許盈、朱妙蘭（少女時期）（香港））
純和今日子的母親。
星光跳躍
- 皇帝演舞（Koutei Enbu）『皇帝演舞』

首見於本劇第二十六集。
- 極光騰躍（Aurora Rising）『オーロラライジング』

首見於本劇第二十六集。

## 其他角色
志志美一郎——八兵衛（Shijimi Ichiro——Hachipee，配音員：青山桐子（一郎）、中嶋晶（三郎）、中嶋尋（八兵衛）（日本）；袁淑珍（香港））
第17集登場。果鈴的弟弟。
八柳一二三（Yanagi Hifumi，配音員：宇垣秀成（日本）；黃子敬（香港））
第27集登場。由紀江的丈夫。
八柳由紀江（Yanagi Yukie，配音員：小林希唯（日本）；許盈、余欣沛（少女時期）（香港））
第27集登場。一二三的妻子。七十歲。曾經是星光舞者。
夢美（Yumemi，配音員：大坪由佳（日本）；黃淑芬（香港））
第31集登場。
想成為星光舞者，但真正的夢想是當天文學家，想發現誰也沒有發現的星星。以前崇拜Prizmmy☆和PURETTY，現在崇拜COSMOs和羨慕COSMOs裡的美愛。是COSMOs的徒弟。
女子A（Girl A，配音員：赤崎千夏（日本）；余欣沛（香港））
第31集登場。
夢美的同學。
廣海友（Hiromi Yu，配音員：阪口大助（日本）；陳卓智（香港））
第32集登場。
汐乃（Shiono，配音員：田村睦心（日本）﹔羅杏芝（香港））
第32集登場。崇拜Prizmmy☆。
真尋（Mahiro，配音員：中嶋尋（日本）；劉惠雲（香港））
第32集登場。崇拜PURETTY。
鹽谷（Shiotani，配音員：野島裕史、津田美波（兒童時期）（日本）；李鎮然、魏惠娥（兒童時期）（香港））
第33集登場。
胡桃（Kuruni，配音員：柚木涼香、大久保瑠美（兒童時期）（日本）；劉惠雲（香港））
第33集登場。
檀澄子（Dan Sumiko，配音員：神代知衣（日本）；沈小蘭（香港））
第34集登場。美愛和慧仁在小學一年級時的班主任